# José Luis Gomis Gavilán
José Luis Gomis Gavilán (L'Atzúbia, 6 d'agost de 1944) és un farmacèutic i polític valencià.

## Trajectòria
Llicenciat en farmàcia en la Universitat de Santiago de Compostel·la i diplomat en periodisme per la Universitat de Granada. En 1980 fou president del comitè local d'Alacant de la UCD. Alineat en el seu sector socialdemòcrata, en 1981 va marxar amb Luis Berenguer Fuster al Partit d'Acció Democràtica de Francisco Fernández Ordóñez, i quan aquest es va integrar al PSOE, va ingressar en aquest partit.
Fou elegit diputat a les eleccions a les Corts Valencianes de 1983, 1987 i 1991. En 1995 no va revalidar l'escó. El gener de 2001, però, fou nomenat Director General de Prestació Farmacèutica de la Conselleria de Sanitat de la Generalitat Valenciana. En 2003 va cedir el seu arxiu musical a la Diputació d'Alacant.